# Беквит-Смит, Мертон
Мертон Беквит-Смит (англ. Merton Beckwith-Smith, 11 июля 1890 — 11 ноября 1942) — британский генерал-майор, участник мировых войн.
Обучался в Итоне и Оксфорде, в 1910 году был зачислен в Колдстримский гвардейский полк. Прослужил в этом полку всю Первую мировую войну, став в итоге офицером штаба Гвардейской дивизии.
В 1930 году был переведён в Уэльскую гвардию, с 1932 по 1937 годы командовал 1-м батальоном. Впоследствии занимал различные командные посты в Индии.
В 1940 году получил под командование 1-ю (гвардейскую) бригаду, направленную во Францию в составе Британских экспедиционных сил. После эвакуации из Дюнкерка стал командующим 18-й (Восточная Англия) пехотной дивизии, подготавливаемой для действий на заморских театрах военных действий. После победы на учениях против 2-й пехотной дивизии 18-я дивизия получила право первой отправиться за моря.
В начале 1942 года 18-я дивизия под командованием Беквит-Смита прибыла в Сингапур. 8 февраля Сингапур был атакован японцами, и 15 февраля Беквит-Смит капитулировал вместе с прочими британскими военными в Сингапуре. В августе 1942 года он был переведён в лагерь для военнопленных на Тайване, где и скончался от дифтерии в ноябре того же года. Похоронен на Военном кладбище Сайвань в Гонконге.